# Brian Jensen
Brian Paldan Jensen (* 8. Juni 1975 in Kopenhagen) ist ein ehemaliger dänischer Fußballtorhüter.

## Karriere
Nach einem Engagement in den Niederlanden beim AZ Alkmaar kam er im Jahr 2000 nach England, wo er zunächst bei West Bromwich Albion spielte und es in drei Jahren auf 45 Einsätze brachte. Seit 2003 spielt er beim FC Burnley, mit dem er hauptsächlich in der zweitklassigen Football League Championship spielte. In der Saison 2009/10 spielte der Verein ein Jahr lang erstklassig in der Premier League. Mittlerweile ist Jensen mit neun Jahren der dienstälteste Profispieler des Vereins, zuletzt wurde sein Vertrag im Juni 2010 um weitere zwei Jahre verlängert. Im Jahr 2013 verließ er den Verein und wechselte im Spätherbst der Karriere noch oftmals zwischen unterklassigen Teams, bis er sich 2018 zur Ruhe setzte.